# Afrotyphlops
Genre
Synonymes
- Megatyphlops Broadley & Wallach, 2009

Afrotyphlops est un genre de serpents de la famille des Typhlopidae. 

## Répartition
Les 28 espèces de ce genre se rencontrent en Afrique subsaharienne.

## Liste d'espèces
Selon The Reptile Database (28 mars 2020) :
- Afrotyphlops angolensis (Bocage, 1866)
- Afrotyphlops anomalus (Bocage, 1873)
- Afrotyphlops bibronii (Smith, 1846)
- Afrotyphlops blanfordii (Boulenger, 1889)
- Afrotyphlops brevis (Scortecci, 1929)
- Afrotyphlops calabresii (Gans & Laurent, 1965)
- Afrotyphlops chirioi Trape, 2019
- Afrotyphlops congestus (Duméril & Bibron, 1844)
- Afrotyphlops cuneirostris (Peters, 1879)
- Afrotyphlops elegans (Peters, 1868)
- Afrotyphlops fornasinii (Bianconi, 1847)
- Afrotyphlops gierrai (Mocquard, 1897)
- Afrotyphlops kaimosae (Loveridge, 1935)
- Afrotyphlops liberiensis (Hallowell, 1848)
- Afrotyphlops lineolatus (Jan, 1864)
- Afrotyphlops mucruso (Peters, 1854)
- Afrotyphlops nanus Broadley & Wallach, 2009
- Afrotyphlops nigrocandidus (Broadley & Wallach, 2000)
- Afrotyphlops obtusus (Peters, 1865)
- Afrotyphlops platyrhynchus (Sternfeld, 1910)
- Afrotyphlops punctatus (Leach, 1819)
- Afrotyphlops rondoensis (Loveridge, 1942)
- Afrotyphlops rouxestevae Trape, 2019
- Afrotyphlops schlegelii (Bianconi, 1847)
- Afrotyphlops schmidti (Laurent, 1956)
- Afrotyphlops steinhausi (Werner, 1909)
- Afrotyphlops tanganicanus (Laurent, 1964)
- Afrotyphlops usambaricus (Laurent, 1964)

## Taxinomie
Le genre Megatyphlops a été placé en synonymie avec Afrotyphlops par Hedges, Marion, Lipp, Marin et Vidal en 2014.

## Publication originale
- Broadley & Wallach, 2009 : A review of the eastern and southern African blind-snakes (Serpentes: Typhlopidae), excluding Letheobia Cope, with the description of two new genera and a new species. Zootaxa, no 2255, p. 1-100 (introduction).